# Tusayan
Tusayan è una città (town) degli Stati Uniti d'America, situata nella Contea di Coconino, nello Stato dell'Arizona.

## Geografia fisica
Le coordinate geografiche di Tusayan sono 35°58′32″N 115°07′45″W. Tusayan occupa un'area totale di 0,58 km², formalmente tutti di terra e nessuno di acqua.

## Evoluzione demografica
Al censimento del 2010 risultarono 558 abitanti.

## Turismo
Situata a un'altitudine di oltre 2000 metri sopra il livello del mare (ufficialmente 6612 piedi), la cittadina sorge a due miglia dall'ingresso sud del Parco nazionale del Grand Canyon. In virtù di ciò, l'economia locale si basa in gran parte sul turismo.